# 威尔金斯冰架

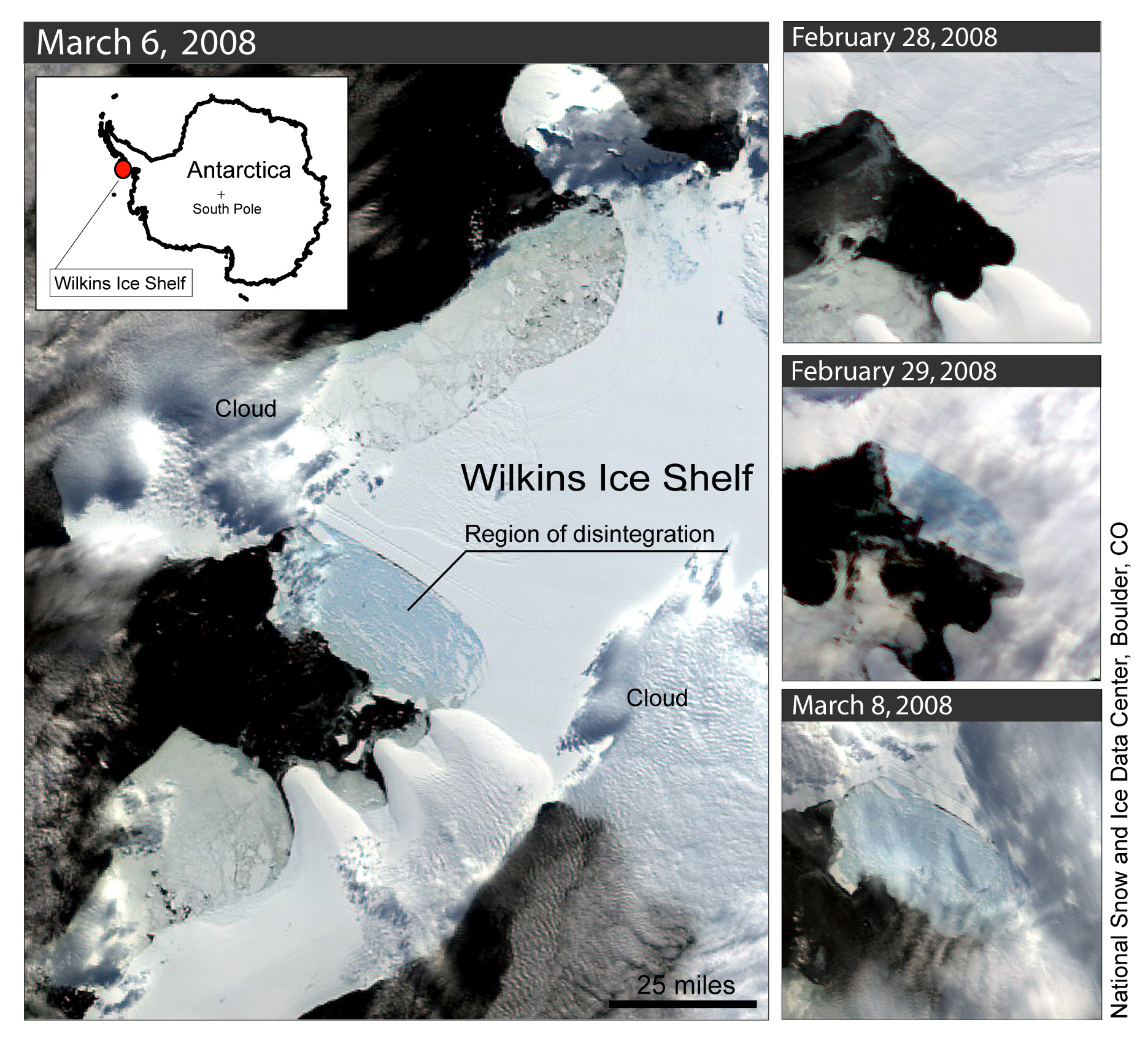
2008年威爾金斯冰架一部分倒塌的情況

威爾金斯冰架（英語：Wilkins Sound）位處南極洲西部南極半島一個面積為130公里乘110公里的冰架，名字是由UK-APC （页面存档备份，存于）於1971年改的。
在1993年，英國南極調查局(BAS)教授David Vaughan 預計，若南極洲以這個速度暖化，威爾金斯冰架北部將於30年內消失。
自2008年2月28日，威爾金斯冰架已經開始斷裂。於3月25日，美國科學家借助衛星圖像證實，南極半島的一塊巨大冰川從威爾金斯冰架邊緣斷裂入海，面積大約是415平方公里，反映全球暖化問題進一步惡化。科學家們發現，餘下14,000平方公里的冰架也開始斷裂入海。冰架現時只有一條狹窄的薄冰與南極半島相連。
此次冰架斷裂，臺灣成功大學及國家太空中心亦利用福爾摩沙衛星二號參與拍攝，並於3月8日獲得關鍵影像。

## 外部連結
- Antarctic Ice Shelf Disintegration Underscores a Warming World （页面存档备份，存于）
- 成功大學所攝得影像

70°15′S 73°0′W / 70.250°S 73.000°W